# 楊群 (演員)
楊群（英語：Peter Yang Kwan，1934年9月25日—2022年10月24日），原名楊鵬舉，哈爾濱出生的香港電影及電視劇男演員，香港息影老牌演員，屬於邵氏兄弟元老之一。他獲得過台灣第7屆金馬獎（1969年）和第11屆金馬獎（1973年）最佳男主角。晚年定居於美國洛杉磯。2022年10月24日凌晨因膀胱癌去世，享寿88岁。

## 生平
1934年出生於哈爾濱，楊群年幼時曾分別居於北京和上海，二戰時期移居至香港。楊氏於1949年，15歲的楊群加入電影圈、至1950年代中期投身演藝界人員，同年加入影壇後參與首部作品為《碧血黃花》，至1963年他憑《秦香蓮》一片聲名大噪，自此片約不斷。在六十年代後，他以演出由李翰祥執導的台灣電影聞名一時。1969年他憑《揚子江風雲》一片獲得第七屆台灣金馬獎最佳男主角。至1970年他與妻子俞鳳至成立了凤鸣影业公司曾以監製和導演身份從事電影創作。其作品《庭院深深》和《忍》分别獲台灣第九届金马奖优等剧情片和第十一届金马奖最佳剧情片。楊群曾四次获提名金马奖最佳男主角，1973年的《忍》為他贏得台灣金馬獎最佳男主角。楊群在晚年的時候香港電視業黃金年代亦有參與電視劇演出。最經典的是1980年代，加入無綫電視演出《千王之王》的「北千手」卓一夫，引起轟動。他也不時以千王之王的形象與陳欣健、黃元申等人合作過的拍攝名酒廣告。此外，楊群曾在電影及電視劇中飾演反派角色，但1990年代，楊群約滿無線後過檔亞洲電視演出，拍攝過《豪門》、《還看今朝》等經典劇集。隨著1990年代港產片市道不景，亞視又因連年虧損減少劇集製作，他於2000年代後期以後逐漸淡出影視圈。偶爾客串演出香港及台灣影視作品。

## 獎項
| 年份   | 頒獎典禮     | 獎項       | 影片           | 結果 |
| ------ | ------------ | ---------- | -------------- | ---- |
| 1969年 | 第7屆金馬獎  | 最佳男主角 | 《揚子江風雲》 | 獲獎 |
| 1973年 | 第11屆金馬獎 | 最佳男主角 | 《忍》         | 獲獎 |

## 外部連結
- 六零年代影壇一哥─楊群 （页面存档备份，存于）
- 楊群在互联网电影资料库（IMDb）上的資料（英文）
- 在AllMovie上楊群的頁面（英文）
- 楊群在香港影庫上的簡介
- 楊群在时光网上的簡介（简体中文）
- 華文影史庫 楊群 簡介 （页面存档备份，存于）